# Monnina valcareliana
Monnina valcareliana är en jungfrulinsväxtart som beskrevs av Ramón Alejandro Ferreyra. Monnina valcareliana ingår i släktet Monnina och familjen jungfrulinsväxter. Inga underarter finns listade i Catalogue of Life.